# Krokagölen
Krokagölen är en sjö i Tingsryds kommun i Småland och ingår i Mieåns huvudavrinningsområde. Sjön har en area på 0,0685 kvadratkilometer och ligger 141,2 meter över havet.

## Delavrinningsområde
Krokagölen ingår i det delavrinningsområde (625973-143948) som SMHI kallar för Mynnar i Mieån. Medelhöjden är 142 meter över havet och ytan är 22,94 kvadratkilometer. Det finns inga avrinningsområden uppströms utan avrinningsområdet är högsta punkten. Vattendraget som avvattnar avrinningsområdet har biflödesordning 2, vilket innebär att vattnet flödar genom totalt 2 vattendrag innan det når havet efter 36 kilometer. Avrinningsområdet består mestadels av skog (62 procent) och öppen mark (18 procent). Avrinningsområdet har 1,68 kvadratkilometer vattenytor vilket ger det en sjöprocent på 7,3 procent.